# Ezüstös pápaszemesmadár
Az ezüstös pápaszemesmadár (Zosterops lateralis) a madarak osztályának verébalakúak (Passeriformes) rendjébe és a pápaszemesmadár-félék (Zosteropidae) családjába tartozó faj.
Magyar neve forrással nincs megerősítve.

## Előfordulása
Ausztrália délkeleti részén, Tasmania, a Fidzsi-szigetek, Francia Polinézia, Új-Kaledónia, Új-Zéland és  Vanuatu területén honos. Fás élőhelyek, különösen ültetvények, városi parkok és kertek lakója.

## Alfajai
- Zosterops lateralis chlorocephalus
- Zosterops lateralis chloronotus
- Zosterops lateralis cornwalli
- Zosterops lateralis familiaris
- Zosterops lateralis flaviceps
- Zosterops lateralis gouldi
- Zosterops lateralis griseonotus
- Zosterops lateralis halmaturinus
- Zosterops lateralis lateralis
- Zosterops lateralis macmillani
- Zosterops lateralis melanops
- Zosterops lateralis nigrescens
- Zosterops lateralis ochrochrous
- Zosterops lateralis pinarochrous
- Zosterops lateralis ramsayi
- Zosterops lateralis tropicus
- Zosterops lateralis valuensis
- Zosterops lateralis vatensis
- Zosterops lateralis vegetus
- Zosterops lateralis westernensis

## Megjelenése
Testhossza 10-12 centiméter, testtömege 11-13 gramm. Feje olívazöld, fehér gyűrű van a szeme körül.
|  |

## Életmódja
Rovarokkal, nektárral és bogyókkal táplálkozik, az ültetvényeken kisebb károkat okoz. A párok a territóriumukat megvédik.

## Szaporodása
A szaporodási időszaka augusztustól februárig tart. Fészekalja 2-3, ritkán 4, kékes-zöld tojásból áll, melyen mindkét szülő kotlik.
|  |  |